# Рицарски роман
Рицарският роман (на френски: romanz) е жанр в средновековната западноевропейска литература, вид средновековен епос. Принадлежи към т.нар. куртоазна литература.
Възниква с появата на рицарството в Англия, Германия и Франция. Характеризира се с т.нар. „рицарска романтика.“ Рицарският роман е своеобразен връх на средновековната литература. Романът въплъщава мечтата за земно щастие въз основа чувствата за каузалност и праведност, ведно с волята за победа над злото. Изпълнява и социално-дидактична функция в героичен план.